# Tylertown
Tylertown é uma cidade  localizada no estado americano de Mississippi, no Condado de Walthall.

## Demografia
Segundo o censo americano de 2000, a sua população era de 1910 habitantes.
Em 2006, foi estimada uma população de 1918, um aumento de 8 (0.4%).

## Geografia
De acordo com o United States Census Bureau tem uma área de
7,9 km², dos quais 7,9 km² cobertos por terra e 0,0 km² cobertos por água. Tylertown localiza-se a aproximadamente 77 m acima do nível do mar.

## Localidades na vizinhança
O diagrama seguinte representa as localidades num raio de 36 km ao redor de Tylertown.